# Aprostocetus eurystoma
Aprostocetus eurystoma är en stekelart som beskrevs av Graham 1961. Aprostocetus eurystoma ingår i släktet Aprostocetus och familjen finglanssteklar. Arten är reproducerande i Sverige. Inga underarter finns listade i Catalogue of Life.